# Aspalathus ramulosa
Aspalathus ramulosa är en ärtväxtart som beskrevs av Ernst Meyer. Aspalathus ramulosa ingår i släktet Aspalathus och familjen ärtväxter. Inga underarter finns listade i Catalogue of Life.